# Хорді Калавера
Хорді Калавера (ісп. Jordi Calavera, нар. 2 серпня 1995, Кабра-дал-Камп, Іспанія) — іспанський футболіст, захисник команди «Ейбар».
Закінчив юнацьку футбольну академію «Хімнастіка» з Таррагони. У старшій команді провів свій перший висьуп 25 серпня 2013 року. 8 березня 2016 року було повідомлено про попередні домовленості між представниками гравця та «Ейбару», а 1 червня було офіційно оголошено про укладання угоди.